# Liga del Fútbol Profesional Boliviano 2011-2012
La Liga del Fútbol Profesional Boliviano 2011-2012 è la 36ª edizione della massima serie calcistica della Bolivia, fondata nel 1977. Si divide in due campionati, uno di Apertura ed uno di Clausura.

## Stagione
L'11 maggio 2012 l'Universitario de Sucre batte 3-0 a tavolino il Bolívar dopo che quest'ultima è rimasta in campo con sei giocatori a seguito di un infortunio. La squadra infatti si era presentata sul campo col minimo numero necessario di giocatori, sette, poiché il giorno precedente era stata impegnata negli ottavi di finale della Coppa Libertadores.

## Squadre partecipanti
| Club              | Città      | Stadio                          | Stagione precedente |
| ----------------- | ---------- | ------------------------------- | ------------------- |
| Real Potosí       | Potosí     | Estadio Víctor Agustín Ugarte   | 2º posto            |
| Blooming          | Santa Cruz | Estadio Ramón Tahuichi Aguilera | 5º posto            |
| Bolívar           | La Paz     | Estadio Hernando Siles          | CAMPIONE            |
| Guabirá           | Montero    | Estadio Gilberto Parada         | 9º posto            |
| Univ. Sucre       | Sucre      | Estadio Olímpico Patria         | 8º posto            |
| San José          | Oruro      | Estadio Jesús Bermúdez          | 6º posto            |
| Aurora            | Cochabamba | Estadio Félix Capriles          | 7º posto            |
| La Paz            | La Paz     | Estadio Hernando Siles          | 12º posto           |
| Nacional Potosí   | Potosí     | Estadio Víctor Agustín Ugarte   | 10º posto           |
| Real Mamoré       | Trinidad   | Estadio Gran Mamoré             | 11º posto           |
| The Strongest     | La Paz     | Estadio Hernando Siles          | 4º posto            |
| Oriente Petrolero | Santa Cruz | Estadio Ramón Tahuichi Aguilera | 3º posto            |

## Classifica Apertura 2011
Aggiornato al 4 dicembre 2011
|  |    | GIRONE A    | Pti | G  | V | P | S | GF | GS | DR  |
|  | -- | ----------- | --- | -- | - | - | - | -- | -- | --- |
|  | 1. | Bolívar     | 19  | 12 | 5 | 4 | 3 | 22 | 12 | +10 |
|  | 2. | Univ. Sucre | 19  | 12 | 5 | 4 | 3 | 17 | 14 | +3  |
|  | 3. | Guabirá     | 19  | 12 | 6 | 1 | 5 | 16 | 23 | -7  |
|  | 4. | San José    | 18  | 12 | 5 | 3 | 4 | 10 | 7  | +3  |
|  | 5. | Real Potosí | 17  | 12 | 4 | 5 | 3 | 20 | 11 | +9  |
|  | 6. | Blooming    | 10  | 12 | 2 | 4 | 6 | 11 | 22 | -11 |

|  |    | GIRONE B          | Pti | G  | V | P | S  | GF | GS | DR  |
|  | -- | ----------------- | --- | -- | - | - | -- | -- | -- | --- |
|  | 1. | Aurora            | 24  | 12 | 8 | 0 | 4  | 23 | 13 | +10 |
|  | 2. | Oriente Petrolero | 23  | 12 | 7 | 2 | 3  | 26 | 18 | +8  |
|  | 3. | Nacional Potosí   | 16  | 12 | 4 | 4 | 4  | 23 | 15 | +8  |
|  | 4. | The Strongest     | 15  | 12 | 4 | 3 | 5  | 34 | 23 | +11 |
|  | 5. | La Paz            | 14  | 12 | 4 | 2 | 6  | 16 | 29 | -13 |
|  | 6. | Real Mamoré       | 6   | 12 | 2 | 0 | 10 | 10 | 41 | -31 |

## Play-Off
Dopo 12 gare del campionato Apertura, le prime quattro dei due gironi, si scontrano per decretare il campione
|  | Quarti di finale | Quarti di finale  | Quarti di finale | Quarti di finale | Quarti di finale |  |  | Semifinali | Semifinali        | Semifinali | Semifinali    | Semifinali |   |   | Finale | Finale        | Finale | Finale | Finale |  |
|  |                  |                   |                  |                  |                  |  |  |            |                   |            |               |            |   |   |        |               |        |        |        |  |
|  | 1a               | Bolivar           | 1                | 0                | 1                |  |  |            |                   |            |               |            |   |   |        |               |        |        |        |  |
|  | 4b               | The Strongest     | 0                | 4                | 4                |  |  | 4b         | The Strongest     | 5          | 0             | 5          |   |   |        |               |        |        |        |  |
|  | 3a               | Guabirá           | 0                | 1                | 1                |  |  | 2b         | Oriente Petrolero | 3          | 1             | 4          |   |   |        |               |        |        |        |  |
|  | 2b               | Oriente Petrolero | 0                | 4                | 4                |  |  |            |                   |            |               |            |   |   | 4b     | The Strongest | 2      | 1      | 3      |  |
|  | 4a               | San José          | 1                | 2                | 3                |  |  |            |                   | 2a         | Universitario | 0          | 1 | 1 |        |               |        |        |        |  |
|  | 1b               | Aurora            | 0                | 0                | 0                |  |  | 4a         | San José          | 0          | 1             | 1          |   |   |        |               |        |        |        |  |
|  | 3b               | Nacional Potosí   | 2                | 0                | 2                |  |  | 2a         | Universitario     | 2          | 0             | 2          |   |   |        |               |        |        |        |  |
|  | 2a               | Universitario     | 3                | 1                | 4                |  |  |            |                   |            |               |            |   |   |        |               |        |        |        |  |

 THE STRONGEST CAMPIONE BOLIVIA APERTURA 2011

## Classifica marcatori
Aggiornato al 24 dicembre 2012
| Gol |  |  | Giocatore            | Squadra           |
| --- |  |  | -------------------- | ----------------- |
| 16  |  |  | William Ferreira     | Bolívar           |
| 12  |  |  | Pablo Daniel Escobar | The Strongest     |
| 9   |  |  | Gualberto Mojica     | Oriente Petrolero |

## Calendario e risultati Apertura 2011
| andata               | 1ª giornata                   |                    |
| 27/28/29 agosto 2011 |                               | Apertura LFPB 2011 |
| 2 - 0                | Aurora-Nacional Potosí        |                    |
| 0 - 2                | San José-Real Potosí          |                    |
| 6 - 2                | The Strongest-La Paz          |                    |
| 1 - 1                | Universitario-Bolívar         |                    |
| 1 - 4                | Real Mamoré-Oriente Petrolero |                    |
| 1 - 3                | Blooming-Guabirá              |                    |

| andata               | 2ª giornata                     |                    |
| 7/8/9 settembre 2011 |                                 | Apertura LFPB 2011 |
| 0 - 4                | La Paz-Nacional Potosí          |                    |
| 5 - 0                | Real Potosí-Blooming            |                    |
| 0 - 2                | Real Mamoré-Aurora              |                    |
| 0 - 1                | San José-Universitario          |                    |
| 1 - 1                | Oriente Petrolero-The Strongest |                    |
| 6 - 1                | Bolívar-Guabirá                 |                    |

| andata                  | 3ª giornata                       |                    |
| 10/11/12 settembre 2011 |                                   | Apertura LFPB 2011 |
| 2 - 0                   | Aurora-La Paz                     |                    |
| 9 - 1                   | The Strongest-Real Mamoré         |                    |
| 4 - 2                   | Nacional Potosí-Oriente Petrolero |                    |
| 1 - 1                   | Universitario-Real Potosí         |                    |
| 1 - 0                   | Blooming-Bolívar                  |                    |
| 1 - 0                   | Guabirá-San José                  |                    |

| andata                  | 4ª giornata                 |                    |
| 17/18/19 settembre 2011 |                             | Apertura LFPB 2011 |
| 2 - 1                   | La Paz-Universitario        |                    |
| 0 - 0                   | Nacional Potosí-Real Potosí |                    |
| 3 - 5                   | The Strongest-Bolívar       |                    |
| 0 - 2                   | Real Mamoré-Guabirá         |                    |
| 1 - 1                   | Oriente Petrolero-Blooming  |                    |
| 2 - 0                   | Aurora-San José             |                    |

| andata                  | 5ª giornata                 |                    |
| 24/25/27 settembre 2011 |                             | Apertura LFPB 2011 |
| 4 - 3                   | Universitario-Blooming      |                    |
| 0 - 0                   | San José-Bolívar            |                    |
| 6 - 0                   | Real Potosí-Guabirá         |                    |
| 2 - 1                   | The Strongest-Aurora        |                    |
| 2 - 0                   | Real Mamoré-Nacional Potosí |                    |
| 3 - 1                   | Oriente Petrolero-La Paz    |                    |

| andata                | 6ª giornata                   |                    |
| 18/19/20 ottobre 2011 |                               | Apertura LFPB 2011 |
| 2 - 1                 | Nacional Potosí-The Strongest |                    |
| 0 - 0                 | Blooming-San José             |                    |
| 2 - 2                 | Guabirá-Universitario         |                    |
| 3 - 1                 | La Paz-Real Mamoré            |                    |
| 0 - 3                 | Aurora-Oriente Petrolero      |                    |
| 1 - 1                 | Bolívar-Real Potosí           |                    |

| andata                | 7ª giornata                   |                    |
| 22/23/24 ottobre 2011 |                               | Apertura LFPB 2011 |
| 1 - 2                 | Nacional Potosí-Aurora        |                    |
| 1 - 2                 | Bolívar-Universitario         |                    |
| 0 - 2                 | Real Potosí-San José          |                    |
| 3 - 3                 | La Paz-The Strongest          |                    |
| 4 - 1                 | Oriente Petrolero-Real Mamoré |                    |
| 0 - 2                 | Guabirá-Blooming              |                    |

| andata                | 8ª giornata                 |                    |
| 29/30/31 ottobre 2011 |                             | Apertura LFPB 2011 |
| 2 - 0                 | Guabirá-Real Mamoré         |                    |
| 3 - 1                 | Bolívar-The Strongest       |                    |
| 0 - 0                 | Real Potosí-Nacional Potosí |                    |
| 2 - 0                 | Universitario-La Paz        |                    |
| 2 - 1                 | San José-Aurora             |                    |
| 1 - 2                 | Blooming-Oriente Petrolero  |                    |

| andata           | 9ª giornata                     |                    |
| 1º dicembre 2011 |                                 | Apertura LFPB 2011 |
| 0 - 1            | Universitario-San José          |                    |
| 1 - 0            | Guabirá-Bolívar                 |                    |
| 5 - 0            | The Strongest-Oriente Petrolero |                    |
| 3 - 1            | Aurora-Real Mamoré              |                    |
| 0 - 0            | Nacional Potosí-La Paz          |                    |
| 1 - 1            | Blooming-Real Potosí            |                    |

| andata              | 10ª giornata                      |                    |
| 19/20 novembre 2011 |                                   | Apertura LFPB 2011 |
| 1 - 5               | La Paz-Aurora                     |                    |
| 2 - 0               | San José-Guabirá                  |                    |
| 1 - 0               | Real Potosí-Universitario         |                    |
| 1 - 0               | Real Mamoré-The Strongest         |                    |
| 2 - 0               | Bolívar-Blooming                  |                    |
| 4 - 1               | Oriente Petrolero-Nacional Potosí |                    |

| andata              | 11ª giornata                |                    |
| 23/24 novembre 2011 |                             | Apertura LFPB 2011 |
| 1 - 0               | La Paz-Oriente Petrolero    |                    |
| 0 - 0               | Bolívar-San José            |                    |
| 9 - 0               | Nacional Potosí-Real Mamoré |                    |
| 2 - 1               | Aurora-The Strongest        |                    |
| 3 - 2               | Guabirá-Real Potosí         |                    |
| 1 - 1               | Blooming-Universitario      |                    |

| andata           | 12ª giornata                  |                    |
| 27 novembre 2011 |                               | Apertura LFPB 2011 |
| 2 - 3            | Real Mamoré-La Paz            |                    |
| 2 - 1            | Universitario-Guabirá         |                    |
| 3 - 0            | San José-Blooming             |                    |
| 2 - 2            | The Strongest-Nacional Potosí |                    |
| 1 - 3            | Real Potosí-Bolívar           |                    |
| 2 - 1            | Oriente Petrolero-Aurora      |                    |

Aggiornata al 4 dicembre 2011.

## Classifica Clausura 2012
Aggiornato al 13 maggio 2012
|  |     | Clausura 2012     | Pti | G  | V  | P  | S  | GF | GS | DR  |
|  | --- | ----------------- | --- | -- | -- | -- | -- | -- | -- | --- |
|  | 1.  | The Strongest     | 38  | 22 | 11 | 5  | 6  | 47 | 28 | +19 |
|  | 2.  | San José          | 38  | 22 | 11 | 5  | 6  | 43 | 27 | +16 |
|  | 3.  | Oriente Petrolero | 38  | 22 | 11 | 5  | 6  | 38 | 30 | +8  |
|  | 4.  | Univ. Sucre       | 37  | 22 | 11 | 4  | 7  | 36 | 21 | +15 |
|  | 5.  | Blooming          | 37  | 22 | 11 | 4  | 7  | 28 | 23 | +5  |
|  | 6.  | Real Potosí       | 35  | 22 | 11 | 2  | 9  | 36 | 32 | +4  |
|  | 7.  | Aurora            | 34  | 22 | 10 | 4  | 8  | 38 | 30 | +8  |
|  | 8.  | Nacional Potosí   | 34  | 22 | 10 | 4  | 8  | 33 | 36 | -3  |
|  | 9.  | Bolívar           | 28  | 22 | 6  | 10 | 6  | 34 | 27 | +7  |
|  | 10. | La Paz            | 24  | 22 | 7  | 3  | 12 | 29 | 39 | -10 |
|  | 11. | Real Mamoré       | 18  | 22 | 5  | 3  | 14 | 16 | 47 | -31 |
|  | 12. | Guabirá           | 8   | 22 | 1  | 5  | 16 | 19 | 57 | -38 |

 THE STRONGEST CAMPIONE BOLIVIA CLAUSURA 2012

## Classifica marcatori
Aggiornato al 13 maggio 2012
| Gol |  |  | Giocatore        | Squadra           |
| --- |  |  | ---------------- | ----------------- |
| 17  |  |  | Carlos Saucedo   | San José          |
| 13  |  |  | Gualberto Mojica | Oriente Petrolero |
| 10  |  |  | Alcides Peña     | Oriente Petrolero |

## Coppe sudamericane 2011-2012
| Club          | Competizione      | Stato attuale           | Prossimo Match | Partite | Vinte | Nulle | Perse |
| ------------- | ----------------- | ----------------------- | -------------- | ------- | ----- | ----- | ----- |
| Bolívar       | Copa Libertadores | Ottavi di Finale        | -              | 8       | 4     | 1     | 3     |
| The Strongest | Copa Libertadores | Eliminato Fase a gironi | -              | 6       | 2     | 1     | 3     |
| Real Potosí   | Copa Libertadores | Eliminato 1º Turno      | -              | 2       | 1     | 0     | 1     |
| San José      | Copa Sudamericana | Eliminato 1º Turno      | -              | 2       | 0     | 1     | 1     |
| The Strongest | Copa Sudamericana | Eliminato 1º Turno      | -              | 2       | 1     | 0     | 1     |
| Aurora        | Copa Sudamericana | Eliminato Ottavi        | -              | 4       | 2     | 1     | 1     |